# Adelinów (województwo świętokrzyskie)
Adelinów – kolonia w Polsce położona w województwie świętokrzyskim, w powiecie koneckim, w gminie Fałków.
Sołectwo dla tej wsi znajduje się we wsi Budy.
W latach 1975–1998 miejscowość należała administracyjnie do województwa piotrkowskiego.
Wierni Kościoła rzymskokatolickiego należą do parafii Nawiedzenia Najświętszej Maryi Panny i św. Mikołaja w Czermnie.